# Renzo Minoli
Renzo Minoli, född 6 maj 1904 i Milano, död 18 april 1965 i Milano, var en italiensk fäktare.
Minoli blev olympisk guldmedaljör i värja vid sommarspelen 1928 i Amsterdam.